# Tatsugo Kawaishi
Tatsugo Kawaishi (河石 達吾), né à Hiroshima le 10 décembre 1911 et mort le 17 mars 1945, est un ancien nageur japonais.

## Palmarès

### Jeux olympiques
- Jeux olympiques de 1932 à Los Angeles (États-Unis) :
  -  Médaille d'argent sur 100 m nage libre.

## Référence
- (en) DatabaseOlympics.com.